# Хименес-Гаона, Рамон
Рамон Хименес-Гаона Арельяно (исп. Ramón Jiménez-Gaona Arellano; 10 сентября 1969) — парагвайский легкоатлет, специализировавшийся в метании диска. Участник трёх Олимпийских игр. Член Кабинета министров Парагвая.

## Карьера
На международном уровне Рамон Хименес-Гаона начал выступать с 1988 года. В девятнадцатилетнем возрасте он дебютировал на Олимпийских играх в Сеуле, где нёс флаг сборной на церемонии открытия. В соревновании метателей диска он занял 24 место с результатом 50,90 м.
В 1991 году он выступил на чемпионате мира в Токио, где не прошёл квалификацию. В 1992 году он второй раз нёс флаг Парагвая на церемонии открытия Олимпийских игр, а в метании диска занял 16 место. Такое же место он занял и на своей третьей Олимпиаде, где в третий раз подряд был знаменосцем своей сборной. 
Завершил спортивную карьеру в 1997 году. Закончил Калифорнийский университет в Беркли по специальности экономика.
В 2013 году Хименес-Гаона принял предложение президента Орасио Картеса войти в состав правительства и занял должность Министра общественных работ. 